# هوران
هوران (هانغل: 호란) هي مغنية كورية جنوبية، ولدت في 5 يوليو 1979 في كوريا الجنوبية.

## وصلات خارجية
- الموقع الرسمي
- هوران على موقع ميوزك برينز (الإنجليزية)
- هوران على موقع ديسكوغز (الإنجليزية)